# Никита Склір
Никита Склір (бл. 865 — після 895) — державний та військовий діяч Візантійської імперії.

## Життєпис
Походив з вірменського провінційного роду Склірів. Молодший син магістра Феодора Скліра, онука засновника роду Льва Скліра. Народився близько 868 року. Здобув гарну освіту. За імператора Василя I, якого рід Склірів підтримав при сходженні на трон, зробив швидку кар'єру на флоті. Брав участь у походах в Адріатичному та Іонічному морях проти арабів. Призначається друнгарієм візантійського флоту.
У 894 році за дорученням імператора Льва VI вирушив на чолі посольства до угорських племен, яких схилив до нападу на Болгарію, цар якої Симеон I загрожував Візантійській імперії. Никита Склір забезпечив перевезення загонів угорців через Дунай, а 895 року успішно повернувся до Константинополя. Подальша доля невідома, можливо, загинув з одній з морських битв із арабами в Егейському морі.

## Родина
- Пантерій (900 — після 945), доместік схол Сходу.